# Piccolo (Dragon Ball)
Piccolo er en fiktiv figur i Dragon Ball-serien. Han er betragtet som både søn og reinkarnation af Ærkedæmonen Piccolo og blev genfødt med det formål at dræbe sin faders morder, Son-Goku. Ligesom sin fader er han en høj grøn skabning med spidse ører. Efter sit nederlag mod Son-Goku, bliver Piccolo hurtigt tvunget til at danne en – ved første øjekast – ustabil alliance med Son Goku og hans venner imod en række større trusler fra rummet. Om nødvendigt tager han sig også af Son-Gokus søn, Son-Gohans træning. Sammen knytter Piccolo og Son Gohan et stærkt bånd mellem hinanden, hvilket under en kamp bliver offentligt bekendtgjort da Piccolo ofrer sig selv for at redde Son-Gohans liv. Efter sin genopstandelse slutter han sig endeligt sammen med Son-Goku og de andre i deres kamp imod endnu stærkere fjender. Ligesom så mange andre karakterer i serien kan Piccolos kræfter ikke følge trit med Super Saiyajiners styrke som serien skrider frem; dette resulterer i at hans rolle som kriger ændrer sig til læremester.

## Dragon Ball

### Piccolo Junior Saga
Efter sin intense kamp mod Son-Goku, bliver Ærkedæmonen Piccolos sidste handling at spytte et æg ud af munden, hvilket indeholder hans afkom, Piccolo, hvis formål er at hævne sin faders død. Piccolo bruger de næste tre år på intensiv træning for at forberede sig på at deltage i den treogtyvende kampsportsturnering, hvor Son-Goku vil være at finde blandt konkurrencedeltagerne.
Da turneringen begynder, klarer Piccolo sig (under navnet Belzebub) nemt igennem de indledende runder og når frem til kvartfinalen. Her står han først overfor Son-Gokus ven Kuririn. Kampen ender med en nem sejr til Piccolo, selvom han blev overrasket af den lille krigers ukuelighed. Piccolos næste kamp bliver imod et kraftfuldt men nørdet menneske som hedder Shen. Piccolo opdager hurtigt at dette i virkeligheden er Gud i forklædning. Da Gud forsøger at bruge en teknik til at forsegle Piccolo i en lille beholder, overrasker Piccolo alle ved at reflektere teknikken og dermed fange Gud i stedet for sig selv.
Piccolos næste kamp er den som han har ventet på, en duel mellem ham og Son-Goku. Selvom Piccolo gør brug af et sortiment af nye teknikker, får Son-Goku vendt teknikkerne til sin egen fordel. Son-Goku befrier endda Gud fra sit fangeskab i beholderen. Til sidst taber Piccolo til Son-Goku, men bliver benådet da Son-Goku giver ham en magisk bønne, hvilket healer ham omgående. Inden Piccolo forlader arenaen sværger han at han vil fortsætte sit forehavende med at udradere Son-Goku og derefter overtage verden.

## Dragon Ball Z

### Vejita Sagaen
Tidligt i sagaen har Piccolo en kort konfrontation med saiya-jinen Radits som blot ryster støvet af sig på trods af at han bliver ramt af Piccolo's stærkeste angreb. Radits ignorerer derefter Piccoloas velvilje til at omgående at opsøge sit sande mål, Son-Goku. Da Piccolo får indblik i Radits plan om at udslette menneskeheden, tilbyder han Son-Goku en midlertidig alliance over for denne nye trussel. Hans hensigt er dog omgående at genoptage kampen i mod Son-Goku bagefter Radits umiddelbare nederlag. 
Kampen imod Radits synes i begyndelsen håbløs, da Radits er væsentligt stærkere end både Son-Goku og Piccolo tilsammen. Til sidst efter den unge Son-Gohans indgriben, lykkedes det Piccolo at uskadeliggøre Radits med sin kraftfulde angrebsteknik, Lysskrue. Men for at sikre sin triumf vælger Son-Goku at ofre sig selv for at dræbe Radits, ved at lade livet selv. Selvom jordens beskyttere stort set vinder slaget, er krigen ikke vundet endnu. Den døende Radits beretter nemlig for sine overmænd, Piccolo og Son-Goku, at to andre endnu stærkere saiya-jiner vil komme og overfalde jorden om ca. ét år. I vrede gør Piccolo det af med Radits med et endeligt slag, en handling bemærket af Gud som antager at Piccolo har forandret sig. Radits sjæl ankommer til det hinsidige, men bliver man dræbt af en dæmon vil ens sjæl normalt i al evighed flakke hvileløst om i intetheden. Da Son-Goku dør kort efter, forsvinder hans krop på mystisk vis. Piccolo mistænker fænomenet som Guds intervention.
Efter at have besejret Radits foreslår Piccolo at træne Son-Goku's eneste søn, Son Gohan, så de havde en ekstra allieret i kampen imod de to saiyajiner.